# Kūya
Kūya (空也) (Japon, 903-972) est un bouddhiste japonais itinérant et, avec Genshin et Jakushin, un des premiers missionnaire de la pratique du nembutsu (namu Amida butsu) parmi les gens du peuple, pratique qui devait leur permettre d'atteindre le salut et l'entrée dans la Terre Pure d'Amida. Le mouvement prend de l'importance au cours de l'époque de Heian en réaction contre le caractère mondain et militaire des temples de l'établissement durant l'ère Mappō. 
Il est aussi connu sous les noms de Kōshō (Saint de la place du marché) et Amida hijiri, ce dernier désignant des « Saints hommes itinérants ».

## Biographie

### Sources
Des biographies de Kūya ont été écrites par ses amis et ses disciples : selon la recherche contemporaine, la plus importante est le Kūyarui (空也誄)  Minamoto-no-Tamenori, une oraison funèbre de Kūya écrite peu de temps après sa mort; en outre, elle donne une vue générale de sa vie, et son contenu sera largement repris dans les biographies qui suivront. Une autre biographie est due à son disciple Jakushin, et la dix-huitième chanson du Ryōjin Hishō provient de la « Louange de Kūya »,. 
Le Nihon ōjō gokuraki ki, un recueil datant fin du Xe siècle de biographies de ceux qui ont atteint la renaissance dans la Terre Pure, attribue à Kūya la dévotion de tout le Japon au nembutsu. En fait, le nombre de biographies de Kūya ira grandissant, à mesure que le temps passe. Mais à partir de la fin du XIXe siècle, avec les progrès de la recherche, ces biographies ne sont pas considérées comme historiquement crédibles, ce qui a entraîné à revenir au Kūyarui, désormais considéré comme première source historique sur la vie de Kūya. 

### Vie
Kūya, qui serait d'origine aristocratique voire impériale, est un upāsaka Tendai, mais il se détache des écoles du mont Hiei et propage le nembutsu à Kyoto et dans les provinces, ce qui lui vaut d'être appelé Kōshō (Saint homme du marché) et Amida hijiri. Parcourant villes et villages, Kūya emmenait avec lui des images lors de ses voyages,et il accompagnait ses invocations à Amida de danses, connues sous le nom de odori nembutsu (nembutsu « dansant ») et de chants populaires qu'il psalmodiait. À titre d'exemple de tels chants : « Il ne manquera jamais / D'atteindre la bienheureuse / Terre du Lotus / Celui qui invoquera / Même une seule fois / Le nom d'Amida. » Ces chants furent bientôt simplifiés sous le nom de nembutsu, formule qui connut un succès immédiat.
Comme Gyōki, il est connu pour avoir réalisé des œuvres pour le bien public comme la construction de routes et de ponts, le creusement de puits et l'enterrement de cadavres abandonnés,,.
Kūya a été extrêmement populaire, a beaucoup voyagé, et a su harmoniser la pratique du nembutsu avec l'environnement magico-religieux dans lequel vivaient les gens ordinaires de ce temps. En effet, sa promotion de la récitation de cette formule s'inscrit dans le contexte d'un besoin de raviver la foi par des méthodes populaires et accessibles au plus grand nombre. Et c'est pour cette raison que Kûya utilise l'invocation du nom d'Amida et son pouvoir salvifique.
Il est aussi connu en tant que fondateur du Rokuharamitsu-ji.  

## Représentation artistique
La statue de Kūya par Kōshō (qui était fils de Unkei). Elle fait partie des biens culturels importants du Japon. Conservée au Rokuharamitsu-ji , à Kyoto, de la première décade du XIIIe siècle et  du Japon. Les six syllabes du nembutsu, « na-mu-a-mi-da-bu », sont matérialisées par six figurines d'Amida qui sortent de la bouche de Kūya Celui-ci marche comme s'il était en pèlerinage, tenant un bâton surmonté d'une corne et frappant sur un gong.

À noter que des statues similaires, toutes de l'époque de Kamakura et biens culturels importants, se trouvent au Tsukinowa-dera (月輪寺) à Kyoto ; au Jōdo-ji (浄土寺) dans la préfecture d'Ehime ; au Shōgon-ji (荘厳寺) dans la préfecture de Shiga. Il y a un également un certain nombre de représentations de Zendō (Shan-tao) qui sont dans le même esprit, avec des trous dans la bouche censés servir à fixer les personnages maintenant perdus,.

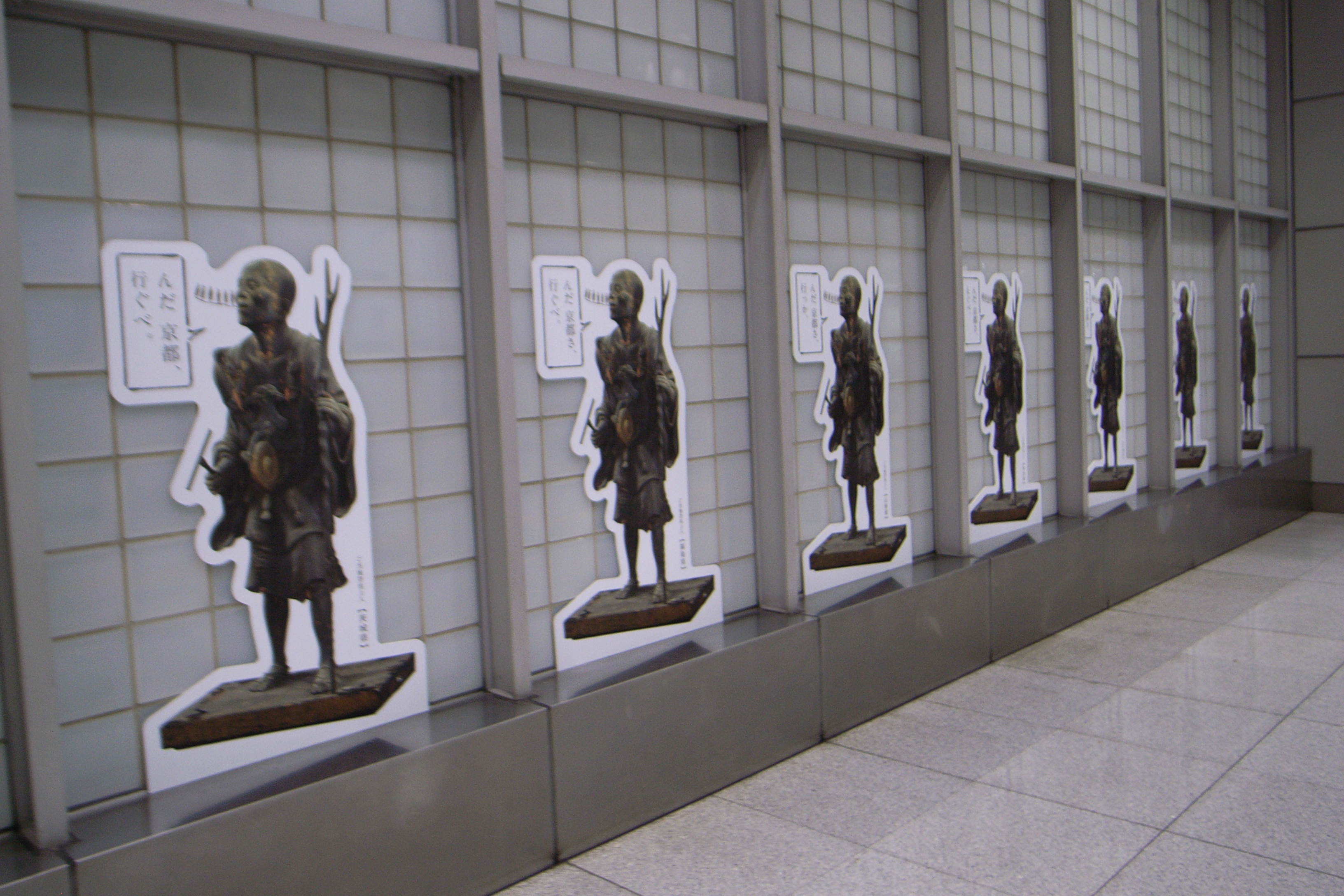
Montage photographique avec la statue de Kūya, à la gare de Shinagawa à Tokyo. (Le texte dans la bulle peut se traduire par : « Mais oui ! Allons donc à Kyoto ! ».)